# Shawangunk Ridge

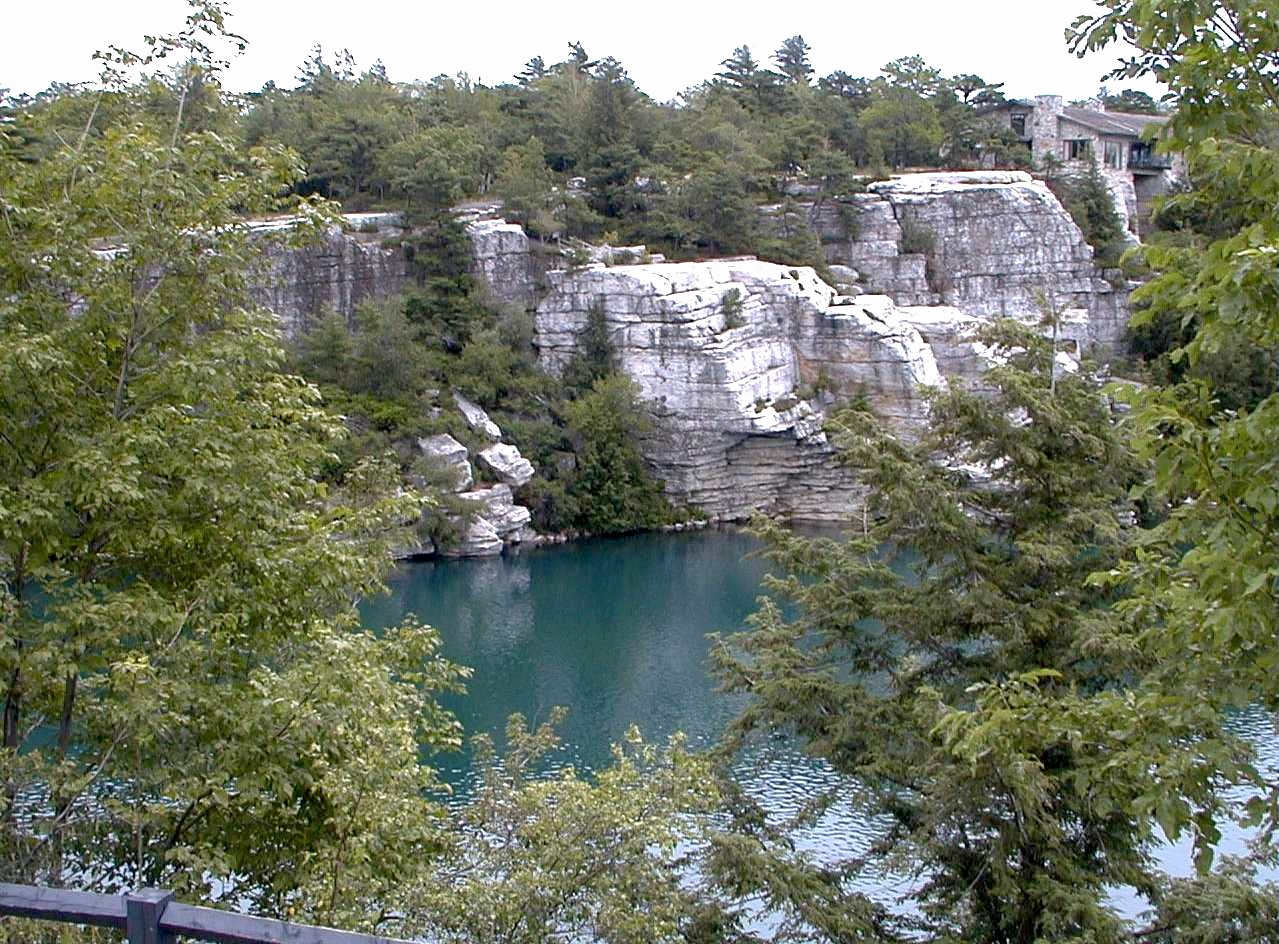
Lake Minnewaska, dans le Minnewaska State Park Preserve, Shawangunk Ridge

Shawangunk Ridge (ou Shawangunk Mountains, ou encore The Gunks) est une chaîne de montagnes située dans l'État de New York, qui fait partie des Appalaches. Elle s'étend à la frontière de l'État du New Jersey.
L'orthographe est une approximation néerlandaise du mot lenape « Chongumme » (/ˈʃɑŋgʌm/) et plusieurs des résidents locaux le prononcent de cette manière.